# Carlota Flâneur
Carlota Cerrillo Moya (1997), coneguda artísticament com a Carlota Flâneur, és una artista musical de Barcelona. La seva música pop ha sigut definida com a pop tendre, colorit o underground, cantat sempre en anglès.
El novembre del 2020 va publicar el seu primer EP Brains que contenia el single Generation of the young flesh. El seu primer llarga durada, Uncertainty, va arribar el setembre de 2022. Tant l'EP com l'àlbum van ser publicats per Hidden Track Records, amb Ferran Palau com a productor.